# Novopetrivka, Snihurivka
Novopetrivka (în ucraineană Новопетрівка) este localitatea de reședință a comunei Novopetrivka din raionul Snihurivka, regiunea Mîkolaiiv, Ucraina.

## Demografie
Componența lingvistică a localității Novopetrivka
     Ucraineană (94,37%)
     Rusă (4,99%)
     Alte limbi (0,41%)
Conform recensământului din 2001, majoritatea populației localității Novopetrivka era vorbitoare de ucraineană (94,37%), existând în minoritate și vorbitori de rusă (4,99%).